# Gustaaf Hendrik Flamen
Gustavus Henricus Flamen (Brussel, 24 mei 1837 - Brugge, 26 maart 1920) was een West-Vlaamse priester, dichter, schrijver en flamingant. Hij was het tweede kind in het gezin van Charles-Julien (geboren te Ieper in 1813) en de twee jaar oudere Anne Marcus uit Gent.

## Flamen als student
Vier jaar na zijn geboorte vestigden zijn ouders zich in Brugge (Peerdenstraat 50). Een jaar later echter verhuisde het gezin naar Lier. Andere woonplaatsen van het gezin waren achtereenvolgens Antwerpen (1843), Sijsele (1844), Menen (1846), Sint-Niklaas (1849), Aalst (1850), Oudenaarde (1852) en Gent (1856).
In 1851 werd Flamen ingeschreven als leerling aan het Sint-Lodewijkscollege in Brugge, waar hij tot 1857 de volledige humaniora doorliep. Flamen onderging er  de invloed van de jonge Tieltse priester Emiel-Eugeen Minne die er principaal was, evenals van zijn leraar in de poësis en retorica, namelijk priester Leonard Lodewijk De Bo. Dankzij de leraars De Bo, wiskunde-leraar Edward Verraes en anderen groeide er een vorm van flamingantisme aan het overigens verfranste Collège Saint-Louis.
Op aansporing van de bisschop werden in de West-Vlaamse colleges 'Sociétés Littéraires' (lettergilden) opgericht, met als doel de leerlingen in het openbaar en bij voorkeur met eigen werk te leren optreden, liefst voor de toekomstige priesters in hun moedertaal, dus het Vlaams. Stilaan werden in deze lettergilden meer en meer Vlaamse voordrachten gehouden of gedichten voorgedragen en als het niet ander kon, Franse teksten maar waarin een Vlaams onderwerp aan bod kwam.
In zijn retoricajaar was Flamen ondervoorzitter van de Confrérie de Saint-Vincent de Paul, in 1854 opgericht in het college met als doel de studenten te leren goede werken besteden aan de armen. Op het college onderging hij ook de invloed van priester en muziekleraar Hyacinthe Labbe, die hem de interesse voor muziek bijbracht. Flamen bezat heel wat muzikale aanleg, speelde viool en gebruikte dit instrument later bij het lesgeven.
Flamen begon zijn opleiding tot priester in 1857 aan het Klein Seminarie in Roeselare. Hij had er Guido Gezelle als leraar Nederlands. Zowel daar als in het grootseminarie in Brugge maakte Flamen kennis met het Ultramontanisme, de pausverering en de Zoeavenbeweging. In 1862 werd hij tot priester gewijd.

## Flamen als leraar en priester
Gustaaf Hendrik Flamen werd in 1862 leraar aan het Sint-Amandscollege in Kortrijk en in 1867 aan het Klein Seminarie van Roeselare, waar hij samen met collega-leraar Hugo Verriest een grote invloed had op Albrecht Rodenbach. Hij wekte bij zijn leerlingen de belangstelling op voor de moedertaal door hen dichters zoals Guido Gezelle te leren waarderen. Onder zijn invloed en die van nog enkele leraars werd in het Klein Seminarie het romantisch Vlaams bewustzijn gestimuleerd, dat aanleiding gaf tot spanningen met het bisschoppelijk gezag en de Groote Stooringe tot gevolg had.
In augustus 1873 werd Flamen benoemd tot onderpastoor in Ruiselede, waar hij twintig jaar lang zou verblijven. Samen met Verriest bracht hij het bundeltje Dertig Vlaamse liederen uit. Hij schreef in Ruiselede ook heel wat toneelstukken voor het pensionaat (congregatie Zusters van Onze-Lieve-Vrouw van 7 Weeën) en nu en dan kwam Rodenbach op bezoek in zijn onderpastorie (huidige A. Rodenbachstraat 13). Heel wat van zijn toneelwerken waren historische drama's, waarvan een aantal met zang op muziek van koster-toondichter Frans Mille. Hij was te Ruiselede ook betrokken bij de werking van de Jongelingenkring (een katholieke jeugdgroepering) en in Tielt bij de stichting van de Davidsfondsafdeling (1875). Tijdens de prijsuitdelingen van het pensionaat waren, op vraag van Flamen, nu en dan zowel Hugo Verriest als Gezelle aanwezig.
In april 1893 werd hij tot pastoor benoemd in Meetkerke, waar hij 12 jaar verbleef. In 1905 verhuisde hij op 68-jarige leeftijd terug naar Brugge, waar hem een sinecure werd opgedragen als geestelijk directeur van de Sint-Trudoabdij. In 1902 schreef hij, in opdracht van de stad Kortrijk, een drama in zeven taferelen over de Guldensporenslag.

## Gustaaf Flamen en Guido Gezelle
Vriendschap tussen Flamen en Guido Gezelle ontstond in 1857 in het Klein Seminarie, waar Flamen begon aan zijn opleiding tot priester en Gezelle zijn leraar Nederlands was.
In de jaren achttien zestig schreef Flamen bijdragen voor Gezelles tijdschrift Rond den Heerd. Later nodigde hij Gezelle uit in Ruiselede (onder meer voor toneeluitvoeringen door de leerlingen van de meisjesschool) en vooral in Meetkerke.
In 1898 schreef Gezelle het lange en luimige gedicht dat aanving met de regel Te Meetkerke in 't vet Moerenland. Het was op verzoek van Flamen dat hij dit gedicht schreef als hulde aan Hendrik-Jozef Schramme (1836-1911), bij zijn gouden jubileum als koster-orgelist van de parochiekerk in Meetkerke. Schramme was pas twaalf toen zijn vader stierf en hij hem, met speciale toelating van het bisdom, als koster was opgevolgd, als jonge kostwinner voor zijn moeder en zijn zes broers en zussen.
Hij was een van de vrienden van Gezelle, die kort na diens dood, hem een warme hulde bracht, in een tekst die in het Burgerwelzijn werd gepubliceerd.

## Werken
(onvolledige lijst van proza, gedichten en toneelwerken)
Franstalige werken:
- L'Avènement du Messie, trilogie:
  - La naissance du Christ, mysteriespel met zang op muziek van Frans Mille (1876)
  - Sainte Thècla d'Iconium, historisch drama (1881)
  - L'impératrice Sainte-Hélène, historisch drama (1882)
- Une promenade (1878)
- Le frère Jean Floreins, maître spirituel de l'hôpital Saint-Jean à Bruges, administrateur contemporain de Hans Memlinc, in: Handelingen van het Genootschap voor geschiedenis te Brugge, 1880, blz. 18-52.
- Baudouin IX, comte de Flandre et de Hainaut, historisch drama (1883)
- Les dix filles de Sainte-Regina, historisch drama (1889)
- Jeanne de Flandre et de Constantinople, historisch drama (1892)
- Les filles de Sainte-Sophie (opgevoerd in 1884, 1890, 1897 en 1905 in pensionaat te Ruiselede)
- Machteld de Flandre, historisch drama in 4 bedrijven (1885) met 'De Sage van den Vlaamschen Leeuw' (in 3de bedrijf) op muziek van Frans Mille
- Myriam, godsdienstig drama (1906)

Nederlandstalige werken:
- Dertig Vlaamse liederen (samen met Hugo Verriest)
- Onze Lieve Vrouw van Ruysselede, in: Rond den Heerd (1874)
- Gelegenheidsgedicht bij aanstelling Leonard-Lodewijk De Bo, Ruiselede (1882)
- Gelegenheidsrede ter ere van L. L. De Bo, te Poperinge bij onthulling van praalgraf (1887)
- Uit ons verleden, Vertoog met roem van onze voorouders (1886)
- De weduwe van Sarepta, bijbelspel (opgevoerd in 1881, 1893 en 1900 in pensionaat te Ruiselede)
- Op wandeling in den bosch, landelijk tooneel met zang (1889)
- De verloren zoon, bijbels drama
- De zegepraal van Lepanto, historisch vertoon uit het jaar 1571 (1884)
- Hulde-cantate aan den Koning en de Koningin (1890)
- De drie Israëlieten en den brandende oven, bijbelspel (1896)
- Landelijk tooneel met gezang (opgevoerd in 1889, 1895 en 1914 in pensionaat te Ruiselede)
- In memoriam Guido Gezelle, in: Het Burgerwelzijn, 2 december 1899.
- Het groot vaderlandsch mimodrama van Groeninghe ofte van de gulden sporen in zeven taferelen 1302-1902, Brugge, St.-Augustinusdrukkerij 1902.